# شارت‌اودواری
شارِت‌اودواری (به مجاری:  Sárrétudvari) یک منطقهٔ مسکونی در مجارستان است که در ناحیه پوشپوک‌لادانی واقع شده‌است. شارِت‌اودواری ۵۴٫۴۲ کیلومتر مربع مساحت و ۲٬۹۶۳ نفر جمعیت دارد.